# Ben Bernie
Bernard Anzelevitz, artiestennaam Ben Bernie, (Bayonne, 30 mei 1891 - 23 oktober 1943) was een Amerikaanse violist, entertainer, bigbandleider en componist uit het swingtijdperk. Hij was een van de componisten van "Sweet Georgia Brown".

## Biografie
Ben Bernie speelde op jonge leeftijd viool en vormde met Phil Baker de vaudeville-groep Baker and Bernie, dat weinig succes had. In 1922 werd hij lid van een orkest, later kwam hij met zijn eerste eigen band, 'The Lads', die te zien is in de korte film "Ben Bernie and All the Lads" (1924-1925), met onder meer pianist Oscar Levant. De band toerde met Maurice Chevalier en gaf optredens in Europa. Met zijn orkesten speelde Bernie in ballrooms, hotels, nachtclubs en theaters door het hele land.
Ook maakte hij opnames, voor Vocalion (1922-1925), Brunswick (1925-1933), Columbia (1933), Decca (1936) en ARC (Vocalion en Okeh Records). Hij was de eerste die het nummer "Sweet Georgia Brown" opnam, een nummer dat hij in 1925 met Maceo Pinkard (muziek) en Kenneth Casey (tekst) geschreven had. Bernie was ook de (co-)componist van andere nummers, zoals "I Can't believe It's true" en "Strange Interlude".

## Radioshows
Al in 1923 was Bernie te horen op de radio, maar in de jaren dertig werd hij een grote radioster door zijn muzikale variété-programma's die meestal onder de naam Ben Bernie, the Old Maestro werden uitgezonden. Hij werkte toen achtereenvolgens voor NBC Blue Network (1930-1931), CBS (1931-1932), NBC (1932-1935), Blue Network (1935-1937), CBS (met een muzikale quiz, 1938-1940), Blue Network (1940-1941) en in 1941-1943 had hij een programma getiteld Bernie War Workers' Program. Bernies herkenninsmelodie was "It's a Lonesome Old Town" en zijn uitroep "yowsah, yowsah, yowsah" werd een nationale catchphrase. Later werd deze uitroep gebezigd in de film "They Shoot Horses, Dont' They?" en in 1977 gebruikt door de disco-groep Chic in de hit "Dance, Dance, Dance (Yowsah, yowsah, yowsah)". De show werd aangekondigd door onder meer Jimmy Wallington en Harry von Zell. De humor kwam onder andere van Lew Lehr en Fuzzy Knight en een van de vocalisten met wie Bernie werkte was Dinah Shore. Overigens was Bernie ook wel gast in andere radioprogramma's.

## 'Vete'
Om de luistercijfers verder op te schroeven begonnen Bernie en radiocommentator Walter Winchell, twee goede vrienden, een fake-rivaliteit, vergelijkbaar met het komische 'conflict' tussen entertainer Jack Benny en komiek Fred Allen. Deze 'rivaliteit' werd een running gag in hun radio-optredens en zette zich voort in twee films uit 1937, waarin Bernie en Winchell zichzelf speelden: "Wake Up and Live" en "Love and Hisses". De twee keerden ook als cartoonfiguren terug in twee tekenfilms van Warner Brothers, "The Woods Are Full of Cuckoos" (als 'Ben Birdie' en 'Walter Finchell') en "The Coo-Coo-Nut Grove" (als 'Ben Birdie' en 'Walter Windpipe')
Ben Bernie was vrijmetselaar.

## Discografie
- Ben Bernie & His Orchestra: 1923-1929, Retrieval Recordings, 2008
- Old Maestro (radio-opnames 1942), Collectors' Choice Music, 2003
- Salute to New York, SRI Jazz, 2004

## Filmografie
- Shoot the Works, 1934
- Stolen Harmony, 1935